# Görlitzer Bahnhof (stanice metra v Berlíně)
Görlitzer Bahnhof je stanice metra v Berlíně, ležící na linkách U1 a U3 v městské části Kreuzberg, ve správním obvodě Friedrichshain-Kreuzberg. Nachází se na Skalitzer Straße, východně od křižovatky ulic Oranienstraße a Wiener Straße. Původní název zněl Oranienstraße. Za druhé světové války byla stanice pobořena a 30. května 1951 částečně uzavřena. Dnes ji spravuje BVG. Stanice má značku Gr.

## Historie
Výstavba trvala od roku 1898 do 1901. Plánovaný název byl Wiener Straße, ale 18. února 1902 byla stanice otevřena jako Oranienstraße. Plánu na stavbu stanice se dvěma nástupišťmi a půlkruhovou střechou se ujala firma Siemens und Halske AG, pod vedením konstruktérů Heinricha Schwiegera a Johannese Bousseta.
Od 14. února 1926 se jmenuje stanice po blízkém vlakovém nádraží Görlitzer Bahnhof (Oranienstraße). Od roku 1982 je stanice definitivně přejmenována na dnešní podobu. Roku 1962 bylo zastřešené nástupiště prodlouženo z 78,1 m na 107,6 m. V roce 1987 hrála stanice důležitou roli v revoluci 1. květen na Kreuzbergu. Ve stanici totiž bubnovalo před sto lidí, než je policie vyhnala.